# Petter Norrman

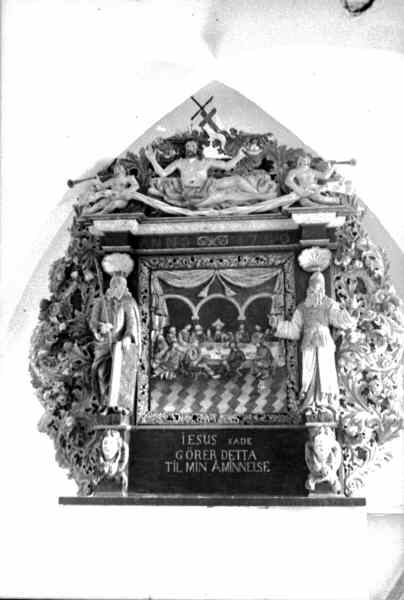
Altartavlan i Djurröds kyrka, utförd av Norrman 1706.

Petter Norrman var en svensk träskulptör, verksam i början av 1700-talet. 
Uppgifterna om Norrmans uppväxt och utbildning är knapphändiga men man vet att han blev borgare i Kristianstad 1704 och att han var verksam där fram till 1708; vart han flyttade är inte känt men troligen bosatte han sig i södra Skåne. Under de fyra år han var verksam i Kristianstad utförde han två altartavlor, sju dopfuntar, två predikstolar, en orgelfasad och diverse mindre skulpturdetaljer. Samtliga arbeten är dokumentariskt källbelagda.
År 1704 utförde han en altartavla för Hospitalskyrkan i Kristianstad som numera är försvunnen. År 1706 skulpterade han en altartavla för Djurröds kyrka som är ett större barockarbete med rik akantusornamentation och flankfigurer med Kristi uppståndelse på krönet. För Vittskövle kyrka utförde han 1705 en predikstol med baldakin och för Visseltofta kyrka skulpterade han en predikstol 1707. Han tillverkade 1705 dopfuntar för Träne kyrka, Emmislövs kyrka, Östra Broby kyrka, Degeberga kyrka och Vittskövle kyrka. År 1706 levererade han dopfunten till Färlövs kyrka och under 1707 till Gärds Köpinge kyrka. Av dessa är endast dopfuntarna från Emmislövs och Färlöv bevarade på sina ursprungliga platser; två förvaras på Regionmuseet Kristianstad.
Norrman utförde två olika typer av dopfuntar, den ena varianten föreställer en knäböjande ängel på ett podium, bärande fruktskålen på huvud och armar medan den andra varianten består av en figur som troligen ska föreställa Johannes Döparen som är draperad i en mantel, bärande dopskålen som är formad som en stor mussla framför sig. Till Osby kyrka utförde han orgelfasaderna, men arbetet flyttades på 1830-talet till Östra Ljungby kyrka. Vid sidan av sin skulpturala verksamhet tillverkade han kolvar för lunte musquter och gewähr för garnisonen i Kristianstad.